# Polatski Rajon
Polatski Rajon (vitryska: Полацкі Раён, ryska: Полоцкий район) är ett distrikt i Belarus.   Det ligger i voblasten Vitsebsks voblast, i den norra delen av landet, 210 km nordost om huvudstaden Minsk.